# 노박덩굴
노박덩굴(Celastrus orbiculatus)은 노박덩굴과에 딸린, 낙엽이 지는 활엽관목이다.

## 이름
노박덩굴이 덩굴성으로 줄기가 길 위에까지 뻗쳐나와 길을 가로막는 덩굴이라는 뜻에서 노박덩굴이라는 이름이 유래되었다는 설이 있다. 즉 길을 가로막는 노박폐덩굴이라고 부르던 것이 줄여서 노박덩굴이 된 것으로 추정된다.

## 생태
한국의 전국 산야의 표고 100~1300m 사이에서 자생한다. 줄기는 밑부분이 목질이며, 윗부분은 덩굴이 되어 뻗는다. 잎은 달걀 모양으로 어긋나며, 가장자리는 톱니처럼 되어 있다. 꽃은 녹황색으로 5월경에 잎겨드랑이에서 취산꽃차례를 이루면서 피는데, 각각의 꽃은 지름 4mm 정도로 매우 작아서 눈에 잘 띠지 않는다. 암수딴그루로서, 암꽃·수꽃이 모두 5수화이다. 열매는 삭과로 10월경에 엷은 황색으로 익는데, 익은 후에는 3갈래로 벌어져 주황색 씨가 드러나게 된다. 주로 산지나 숲속에서 잘 자란다.

## 쓰임새
어린잎은 식용하며, 열매는 제유용으로 껍질은 섬유용으로 이용된다. 한약명으로 줄기는 남사등(南蛇藤)이라고 하며 경폐와 통경, 두통, 사지마목, 소아경풍 등에 효험이 있다.